# Ludovic Lucquin
 (novembre 2014).
Si vous disposez d'ouvrages ou d'articles de référence ou si vous connaissez des sites web de qualité traitant du thème abordé ici, merci de compléter l'article en donnant les références utiles à sa vérifiabilité et en les liant à la section « Notes et références ».
Ludovic Lucquin, né le 26 septembre 1967 à Romilly-sur-Seine (Aube), est un pilote de motocyclette français.

## Biographie
Double champion de France motocross 500 cm3 (1987 et 1990), champion de France supercross 250 cm3 (1989), il s'est reconverti en 2007 en team manager (Brevet d’État) et office à la tête de Luc1 motorsport.

## Palmarès
1985
- Vice-champion de France junior

1987
- Championnat de France 500 cm3

1988
- Vainqueur des 24 heures TT
- 3e Championnat de France supercross

1989
- Champion France supercross 250 cm3
- Vainqueur de la coupe des AS
- 5e aux motocross des nations

1990
- Champion de France motocross 500 cm3

2004
- 2e du trophée Andros pilote Bike

2005
- 8e du championnat de France Supermotard

2006
- 6e du championnat de France Supermotard
- 26e du mondial Supermoto

2008
- Champion de France Supermoto S3

2009
- Champion des États-Unis Supermoto S1
- Champion de France Open Supermoto
- Champion de France Supermoto S1 & Supermoto Open
- Champion d’Espagne Supermoto S1

2010
- Champion de Suisse Supermoto S1
- Champion de France Supermoto S1
- Champion de France Supermoto S2
- Champion de France Supermoto S3

2011
- Champion de France Supermoto S1
- Champion de France Supermoto S3
- Champion des États-Unis Supermoto S3
- Champion du monde par équipe (supermoto des nations)

2012
- Champion de Suisse Supermoto S1
- Champion de France Supermoto S1

2013
- Champion de France Supermoto S1

2014
Champion du monde par équipe (supermoto des nations)
2015
Champion de France Supermoto S1
Champion du monde par équipe (supermoto des nations)
2016
Champion de France Supermoto S2
Champion du monde par équipe (supermoto des nations)
2017
Champion de France Supermoto S2
Champion du monde par équipe (supermoto des nations)
2018
Champion de France Supermoto S2
Champion du monde par équipe (supermoto des nations)
2019
Champion de France Supermoto S2
Champion du monde par équipe (supermoto des nations)
2020
Champion de France Supermoto S1
2022
Champion de France Supermoto S4
Champion de France Supermoto S2

### Autres références
- Triple vainqueur du supercross de Rivière-du-Loup (Canada)
- Sept participations au supercross de Paris Bercy
- Sept participations au supercross de Montréal
- Concepteur de la piste du 1er supercross au Stade de France
- Concepteur de la piste Paris freestyle show (Bercy)
- Concepteur de la piste supercross de La Réunion

2003
- Entraîneur de David Vuillemin aux États-Unis
- Entraîneur de Rodrig Thain aux États-Unis

2007
- Création du team Luc1

2008
- Responsable circuit pour la Fédération française de motocyclisme